# Viktor Wolf von Glanvell

Viktor Wolf von Glanvell

Viktor Wolf Edler von Glanvell (* 4. September 1871 in Klagenfurt; † 7. Mai 1905) war ein bedeutender österreichischer Alpinist und Professor für Kirchenrecht.

## Leben

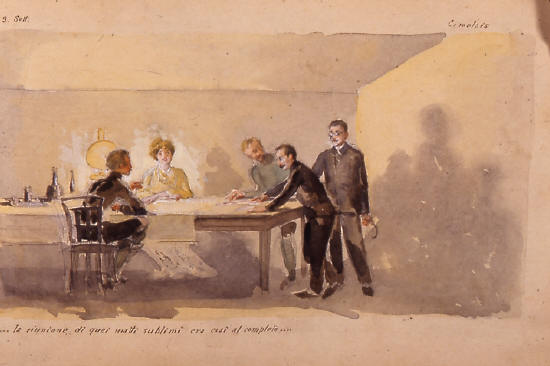
Bei der Besprechung zur Besteigung des Campanile di Val Montanaia

Wolf Edler von Glanvell wurde als Sohn des K.u.k. Offiziers Ignaz Wolf Edler von Glanvell (1832–1898) und seiner Frau Therese (geb. Braunhofer, 1845–1930) in Klagenfurt geboren. Er maturierte in Graz und wurde an der dortigen Universität im Jahr 1894 zum Dr. jur. promoviert. Bereits vier Jahre später habilitierte er sich im Fach Kirchenrecht, 1901 wurde er zum außerordentlichen Universitätsprofessor ernannt. Im gleichen Jahr heiratete er nach dreijähriger Verlobungszeit am 20. Juli die Kunstmalerin Maria Theresia „Mary“ Luschin Edle von Ebengreuth (1877–1968), eine Nichte des renommierten Rechtshistorikers und Numismatikers Arnold Luschin-Ebengreuth, seines Mentors an der Universität.
Bekannt wurde Wolf von Glanvell als Bergsteiger, vor allem in Südtirol, wo ihm zahlreiche Erstbesteigungen in den Dolomiten gelangen, darunter die Seekofel-Nordwand, der Campanile di Val Montanaia, der Dito di Dio, mehrere Gipfel der Fanesgruppe oder die Ostwand der Cima dei Preti. Im Lauf von weniger als zwanzig Jahren kam er auf rund 150 Erstbegehungen, die meisten gemeinsam mit Günther Freiherr von Saar und Karl Domenigg. Wolf-Glanvell verfasste 1890 den ersten Führer durch die Pragser Dolomiten sowie einen weiteren populären Dolomiten-Führer und veröffentlichte zahlreiche Aufsätze zu Themen der Alpinistik. Seine Arbeiten zur Geschichte des mittelalterlichen Kirchenrechts wurden und werden bis heute wissenschaftlich sehr geschätzt; die kritische Edition der Collectio canonum des Kardinals Deusdedit, die er 1905 vorlegte, ist bis heute maßgeblich.
Wolf von Glanvells Frau Mary teilte sein Interesse für die Berge und begleitete ihn auf vielen, auch schwierigen Touren. So bestieg das Paar frisch verlobt am 23. August 1898 den Herrensteinturm (2395 m); weitere gemeinsame Erfolge waren die Besteigung der Kleinen Zinne und Planspitze jeweils von Norden, des Pisciadù über die Nordwand, des Wischbergs aus der Saifnitzer Karnica sowie die des Campanile di Val Montanaia. Marys Freundinnen Titty Anger (Tochter des Straßenbahndirektors in Graz und spätere Ehefrau von Günther von Saar), Mizzi Wellspacher und Johanna „Hannchen“ Capellmann waren gelegentlich auch dabei.
Günther von Saar (1878–1918, österreichischer Bergsteiger und Arzt) beschreibt in seinem Nachruf Wolf-Glanvell als „hohen, athletisch gebauten Mann“, der seinen Körper durch Turnen und Fechten trainierte.
Am 7. Mai 1905 stürzte der damals 33 Jahre alte Wolf von Glanvell (gemeinsam mit seinen Begleitern Gottlieb Stopper und Leo Petritsch) von der Fölzstein-Südostwand im Hochschwab-Gebiet (Steiermark) in den Tod. Dieses Unglück erregte damals in der Bergsteigerwelt ungewöhnliches Aufsehen und Anteilnahme, denn er galt als sehr vorsichtiger Bergsteiger. Er hinterließ seine Frau und eine erst wenige Wochen alte Tochter Irmingard (* 22. März 1905) und ist am Friedhof von St. Veit in Prags mit Blick auf die Seekofel-Nordwand begraben.
Die 1907 errichtete Wolf-Glanvell-Hütte im Travenanzestal, westlich von Cortina d’Ampezzo, wurde im Ersten Weltkrieg zerstört und danach nicht wieder aufgebaut. In den Sextener Dolomiten ist nach ihm der Glanvellturm (auch: Kleinster Zwölfer) im Zwölferkofel benannt, den er im September 1896 gemeinsam mit Karl Domenigg als Erster bestiegen hat. Am Ufer des Pragser Wildsees existiert noch heute der Glanvellsteig.
Der Journalist Armin Wolf ist sein Urenkel.

## Werke (Auswahl)
- Führer durch die Pragser Dolomiten (1890)
- Dolomiten-Führer (1898)
- Studien aus dem canonischen Privatrechte. I. Die Negotia inter vivos (1897)
- Die Canonessammlung des Cod. Vatican. lat. 1348, (= Sitzungsberichte der Akademie der Wissenschaften in Wien, Philosophisch-Historische Klasse Band 136,2) Wien 1897.
- Die letztwilligen Verfügungen nach gemeinem kirchlichen Rechte (1905)
- Viktor Wolf von Glanvell: Die Kanonessammlung des Kardinals Deusdedit, Paderborn 1905 (Nachdruck Aalen 1967). Digitalisat.